# Monte-Ulia-Seilbahn

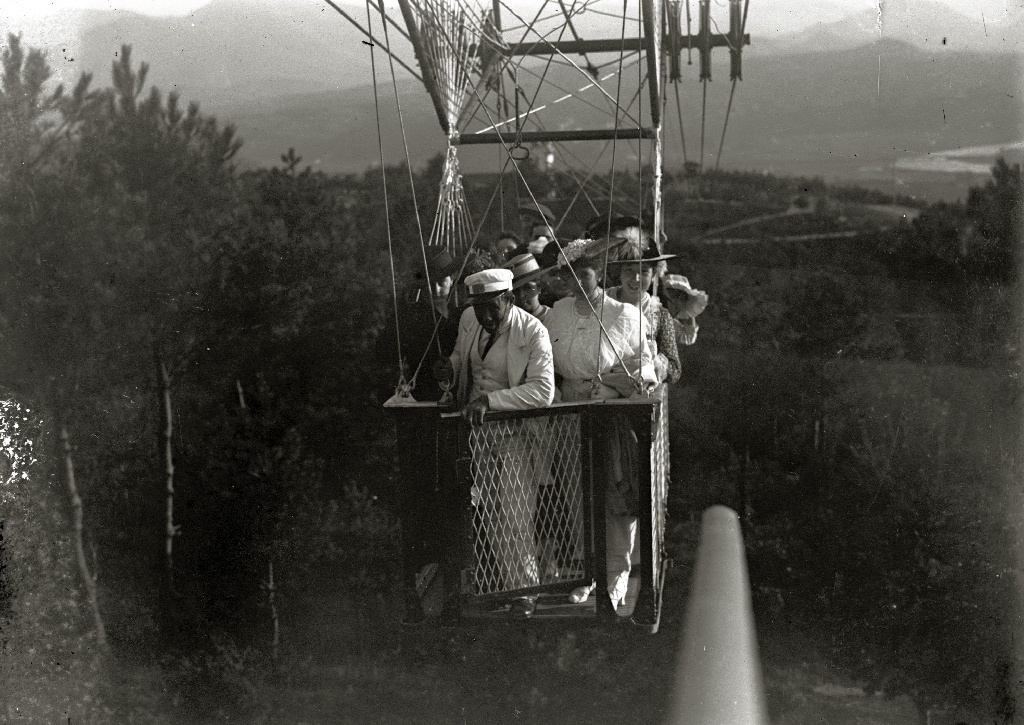
Seilbahn auf den Monte Ulia (1916)

Die Seilbahn auf dem Monte Ulia in San Sebastián war eine der ersten Luftseilbahnen für Personenbeförderung der Welt. 

## Geschichte
Sie ging 1907 in Betrieb und beförderte innerhalb von drei Minuten 14 Personen in der Gondel auf dem 224 Meter hohen Monte Ulia, wo sich seinerzeit ein Vergnügungspark befand. Die Monte Ulia Seilbahn besaß nur eine Gondel, die an sechs Seilen hing. Von diesen sechs Seilen waren je drei paarweise angeordnet.
Bereits 1912 ging die Zahl der beförderten Passagiere wieder zurück, nachdem am Monte Igeldo ein weiterer Vergnügungspark eröffnet wurde. In den 1920er Jahren wurde der Betrieb wegen Unrentabilität eingestellt.